# Simin Daneshvar
Simin Daneshvar (în persană سیمین دانشور; n. 28 aprilie 1921, Shiraz, Persida, Iran – d. 8 martie 2012, Teheran, Iran) a fost o scriitoare, traducătoare, profesoară și gânditoare iraniană, cunoscută drept prima scriitoare a literaturii persane moderne. Cunoscută pentru proza sa realistă care ilustrează condiția femeii și a omului de rând din Iran, Daneshvar este autoarea romanului Savushun, unul dintre cele mai populare și cunoscute romane iraniene ale secolului al XX-lea.

## Tinerețea
Simin Daneshvar se naște în anul 1921 în Shiraz într-o familie de intelectuali, al treilea din cei șase copii ai lui Mohammad Ali Daneshvar și ai lui Qamar al-Saltaneh. Tatăl ei studiase Medicina în Occident și era un susținător al valorilor europene moderne, iar mama ei era pictoriță. Daneshvar își realizează studiile primare și gimnaziale la o școală misionară engleză din orașul natal, unde obține cel mai mare punctaj la nivel național în cadrul examenelor de sfârșit de gimnaziu și alege să urmeze cursurile Universității din Teheran, specializându-se în literatură persană. Aceasta este și perioada în care începe să scrie, primul său articol fiind publicat într-un ziar local din Shiraz.
Daneshvar își termină studiile de licență în anul 1941, an în care are loc și decesul tatălui său. Moartea acestuia aduce instabilitate economică în familie, după cum remarcă însăși autoarea: „A trebuit să-mi găsesc de lucru. Am lucrat la Radio Teheran și am scris articole pentru care mă plăteau cu 17 tumani bucata... Când aveam nevoie de bani, scriam inclusiv despre gătit... Am făcut traduceri... și am scris articole”. După o perioadă renunță la postul de la Radio Teheran și începe să scrie pentru ziarul Iran, timp în care își continuă studiile cu un doctorat în literatură. 

## Debutul literar. Continuarea studiilor
La vârsta de 27 de ani publică prima sa operă literară, o colecție de 16 povestiri intitulată Atash-e Khamoush (Focul înăbușit). Scrisă într-un stil realist și purtând influența operei poetului american O. Henry, lucrarea reflectă preocupărilor autorilor iranieni ai vremii, axându-se pe problemele și contrastele economice, sociale și culturale specifice societății persane a anilor 40. Atash-e Khamoush este considerată prima colecție de povestiri publicată de către o femeie în spațiul literar persan.

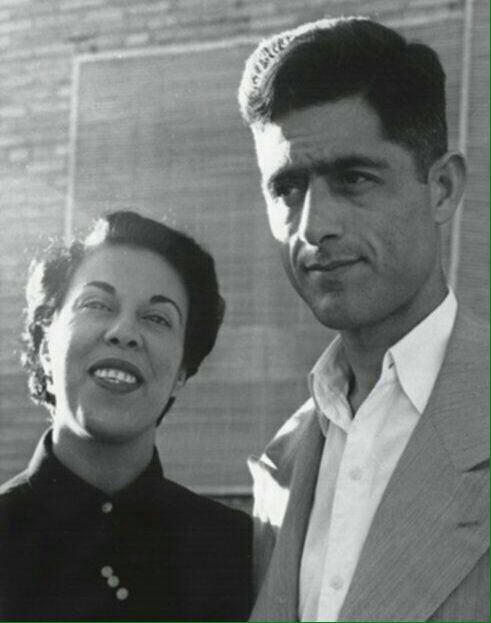
Simin Daneshvar alături de soțul ei, Jalal Al-e Ahmad

În 1949 își susține lucrarea de doctorat cu titlul Elm al-jamal va jamal dar adabiyat-e farsi ta qarn-e haftom (Estetica și frumusețea în literatura persană până în secolul al VII-lea) sub coordonarea mai întâi a lui Fatemeh Sayyah – prima profesoară universitară din Iran, specialistă în literatură comparată și, după moartea acesteia, a lui Badiozzaman Forouzanfar, expert în opera lui Rumi. În același an îl întâlnește în timpul unei călătorii cu autobuzul între Shiraz și Teheran pe Jalal Al-e Ahmad, scriitor, etnolog și filosof persan, cu care se căsătorește în 1950.
La doi ani după căsătoria sa cu Al-e Ahmad, Daneshvar primește o bursă Fulbright pentru a studia scrierea literară în Statele Unite ale Americii. Aceasta urmează cursurile Universității Stanford timp de doi ani, avându-l ca profesor pe romancierul Wallace Stegner. În acest timp publică două povestiri în limba engleză în ziarul The Pacific Spectator: A letter home (O scrisoare acasă), care urmărește încercarea unei tinere fete de găsi pe cineva care să scrie o scrisoare familiei sale, și Narges, în care o femeie singură trebuie să nască departe de familia ei, într-un spital rece și ostil.

## Întoarcerea în Iran
Ajunsă înapoi în Iran, Daneshvar este martora Loviturii de stat din 1953, organizată de către puterile occidentale prin care prim-ministrul Mohammad Mosaddeq este înlăturat de la putere. Ostilitatea scriitoarei față de regimul monarhic represiv este intensificată de arestările care au loc în urma loviturii de stat, cărora îi cade pradă inclusiv Al-e Ahmad, cunoscut pentru disidența sa politică. După revenirea sa din America, Daneshvar se angajează mai întâi la Liceul de Arte Frumoase din Teheran, apoi este din 1959 lector în cadrul Universității din Teheran, specializarea istoria artei, poziție pe care o va deține pentru o perioadă de aproximativ 20 de ani. Locul de muncă și traducerile realizate de Daneshvar în această perioadă reprezintă de multe ori singura sursă de venit a familiei, lui Al-e Ahmad nefiindu-i de multe ori permis să lucreze din cauza activismului său politic.
Publică în anul 1961 colecția de zece povestiri Shahri chun Behesht (Un oraș asemenea Paradisului), în care este reluată tema statutului femeii și a omului simplu în societatea iraniană. Se remarcă și o evoluție în ceea ce privește limbajul literar folosit, Daneshvar îndepărtându-se de stilul formal al primelor sale scrieri în favoarea frazelor scurte și limbajului simplu: „Această poveste ar fi putut fi folosită într-un ziar într-o manieră non-literară, fiind lipsită de orice formă de figuri artistice literare”.

## Savushun

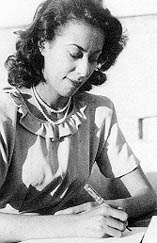
Simin Daneshvar scriind

Daneshvar publică în 1969 cea mai cunoscută operă a sa – romanul Savushun, primul roman scris de o femeie și una dintre cele mai apreciate cărți ale literaturii persane moderne, cu peste 500.000 de copii vândute. Acțiunea romanului are loc în Shirazul Celui de-Al Doilea Război Mondial, în timpul ocupației Aliate a Iranului, axându-se pe încercările personajului-narator Zari – soție și mamă devotată, reprezentantă a clasei de mijloc iraniene, de a-și proteja familia de numeroase pericole exterioare. Conflictul principal are la bază refuzul soțului lui Zari, Yusuf, de a-și vinde recolta fie soldaților britanici, fie liderilor tribali locali, decizie care duce la o presiune socială imensă asupra familiei. Opoziția lui Yusuf nu rămâne nepedepsită, acesta fiind asasinat în timpul unei călătorii, fapt urmat de decizia lui Zari de a organiza o înmormântare publică în ciuda interdicției autorităților locale. Cortegiul funerar atrage o masă mare de oameni, autoritățile intervin, iar Zari este obligată să își îngroape soțul în secret în toiul nopții. Cauza lui Yusuf nu moare însă odată cu acesta, după cum evidențiază cuvintele personajului McMahon în încheierea romanului: „Nu plânge, sora mea. În casa ta va crește un copac și alții vor crește în orașul tău și o mulțime pe întreg ținutul. Iar vântul va purta mesajul unui arbore către celălalt, iar ei îl vor întreba: Pe drumul tău încoace, nu ai văzut cumva răsăritul?”.
Titlul romanului este simbolic și face referire la trecutul pre-islamic al Iranului: cuvântul Savushun reprezintă o corupere a numelui propriu Siyavash din persana medie, un personaj legendar al mitologiei persane, rememorat și în Shahnameh-ul lui Ferdowsi. Simbolul inocenței și al purității, Siyavash este omorât pentru o crimă pe care nu a comis-o, destinul său fiind comparabil cu cel al lui Yusuf.  În aceeași ordine de idei, atât fiul miticului Siyavash, cât și cel al lui Yusuf poartă numele de Khosrow și au în comun dorința de a-i pedepsi pe cei care le-au omorât tatăl și a se răzbuna pentru toate pierderile suferite din cauza lor.  Unii critici literari au văzut prezența elementelor din cultura persană antică drept o reflexie a epocii în care romanul a fost scris, dinastia Pahlavi punând accent pe originile și istoria străveche a Persiei, alții au subliniat însă elementele de factură islamică prezente în operă, trasând paralele între obiceiul deplângerii uciderii lui Siyavash și cel al deplângerii uciderii imamului șiit Hossein.

## Activitatea ulterioară

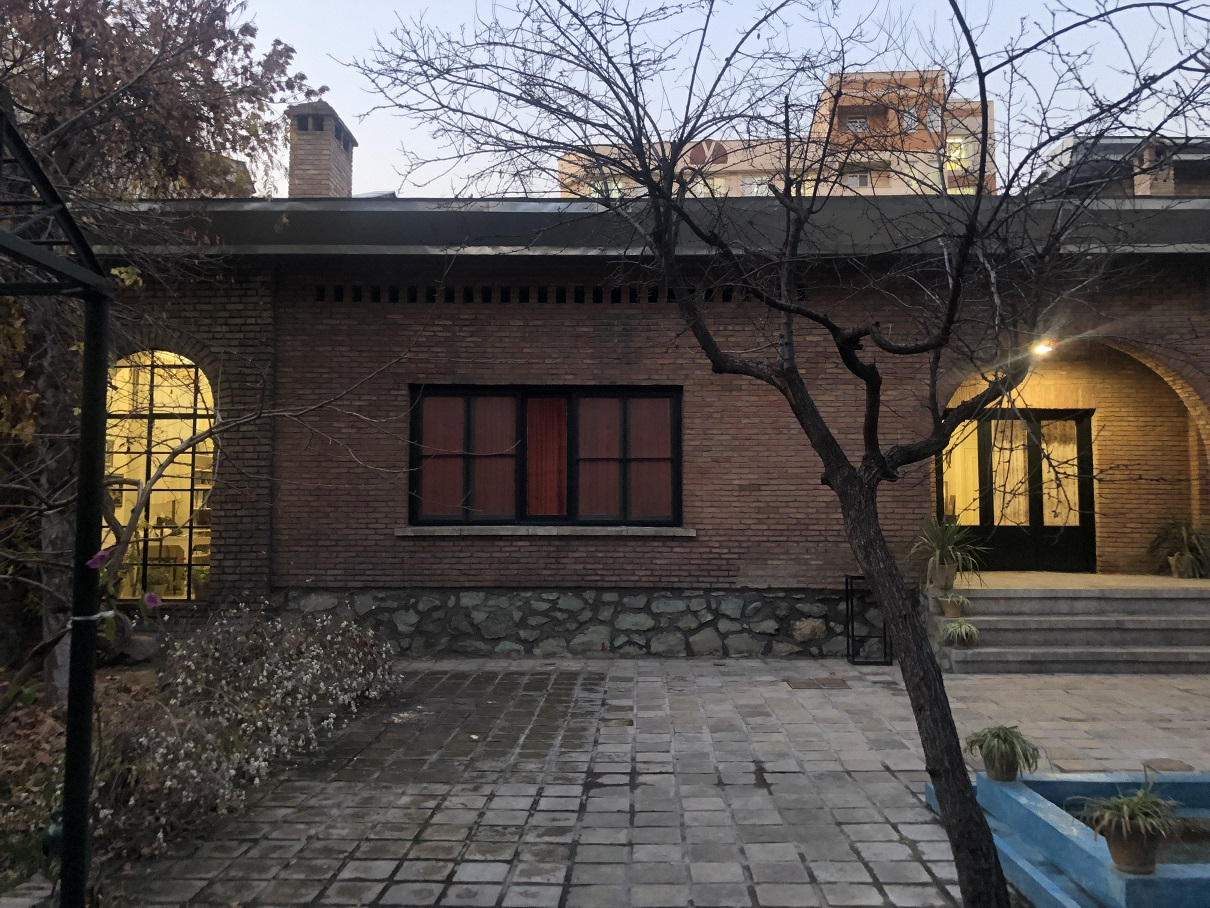
Casa în care a locuit Simin Daneshvar alături de soțul ei

În septembrie 1969, la doar câteva luni de la publicarea romanului Savushun, Jalal Al-e Ahmad moare pe neașteptate în casa de vacanță a cuplului de la Marea Caspică. În ciuda analizei medicale care a stabilit cauza decesului ca fiind un infarct, explicație pe care Daneshvar nu a pus-o la îndoială vreodată, au existat din partea altor membri ai familiei suspiciuni referitoare la posibile ingerințe din partea poliției secrete. Daneshvar scrie în 1981 Ghorub-e Jalal (Apusul lui Jalal), o lucrare de 39 de pagini în care discută perspectivele filosofice și opiniile lui Al-e Ahmad, adăugând și un rezumat al ultimelor zile din viața lui. 
În anii de după moartea lui Al-e Ahmad, Daneshvar continuă să fie activă pe scena culturală, susținând și participând la ședințele Asociației Scriitorilor Iranieni, al cărei membru fondator era, și continuând să predea la Universitatea din Teheran. Publică o serie de povestiri scurte, printre care le amintim pe Be ki salam konam? (Pe cine salut?) (1981) și Az parandeha-ye mohajer beporsid (Întreabă păsările călătoare) (1997). 
După revoluția islamică, Daneshvar a scris o trilogie de romane, care include Jazire-ye sargardani (Insula rătăcirii) (1993) și Saraban-e sargardan (Sarabanul rătăcitor) (2001). Ultimul volum al trilogiei, Kuh-e sargardan (Muntele rătăcitor) nu a fost încă publicat, deși manuscrisul acestuia ar fi fost terminat înainte de 2006. Există speculații diverse referitoare la motivul acestei dispariții, de la pierderea propriu-zisă a manuscrisului până la refuzul editurii de a-l publica.
În 2004, Daneshvar primește Premiul Mehrgan pentru Literatură pentru „eforturile de-o viață depuse în domeniul literaturii”, urmat de premiul special al Competiției literare „Penița de Aur”, în anul 2008.
Daneshvar este cunoscută și ca traducător, aceasta realizând traducerea în limba persană a numeroase opere europene, printre care Livada cu Vișini (Cehov), Armele și omul (George Bernand Shaw), Beatrice (Arthur Schnitzler), Litera stacojie (Nathaniel Hawthorne). 

## Decesul
Daneshvar a murit la vârsta de 90 de ani pe 8 martie 2012, în casa sa din Teheran, pe fondul unei gripe. A fost înmormântată în cimitirul Behesht-e Zahra din Teheran.

## Receptarea critică
Simin Daneshvar este considerată unul dintre cei mai importanți autori iranieni ai secolului al XX-lea. Cu toate acestea, figura sa literară a fost umbrită în repetate rânduri de cea a soțului său, Jalal Al-e Ahmad, cunoscut în acea perioadă atât pentru scrierile sale, cât și pentru activismul politic, până în punctul în care popularitatea inițială a romanului Savushun a fost explicată de unii critici prin asocierea autoarei cu Al-e Ahmad. După cum punctează Farzaneh Milani, „După ce Savushun a avut parte de un succes-record și mulți critici nu au avut altă opțiune decât să accepte meritul său literar, în baza obiceiului secular s-a descoperit rapid că un bărbat stătea în spatele reușitei romanului – în acest caz Jalal Al-e Ahmad”.
Scrierile lui Daneshvar, și Savushun în special, au provocat reacții diverse în rândul criticilor literari. Pentru Farzaneh Milani, Savushun este „una dintre capodoperele prozei moderne persane în ceea ce privește stilul, structura și substanța”, iar felul în care personajelor feminine sunt abordate cadrul romanului reprezintă un reper în cadrul literaturii iraniene. Rivanne Sandler subliniază de asemenea perspectiva modernă a operelor lui Daneshvar, în ciuda stilului realist în care acestea sunt scrise. Pe de altă parte, au existat voci care au criticat caracterul plat al personajelor non-feminine sau felul în care Zari nu iese prin acțiunile sale din paradigma socială clasică, imaginea sa de eroină feminină fiind aplanată de continua sa activitate în limitele impuse asupra ei de către societatea tradițională, patriarhală.